# Фрапел
Фрапел (фр. Frapelle) је насељено место у Француској у региону Лорена, у департману Вогези.
По подацима из 2011. године у општини је живело 219 становника, а густина насељености је износила 48,13 становника/km².

## Демографија
| 1962. | 1968. | 1975. | 1982. | 1990. | 2011. |
| ----- | ----- | ----- | ----- | ----- | ----- |
| 162   | 183   | 183   | 203   | 231   | 219   |